# 尾張森岡站
尾張森岡站（日语：／ Owari-morioka eki */?）是位於愛知縣知多郡東浦町大字森岡字前田，東海旅客鐵道（JR東海）的武豐線車站。本站位於東浦町北部森岡地區內。站名方面，為了與岩手縣盛岡市的盛岡站區別（盛岡與森岡的日文讀法相同），便把此站冠上舊國名「尾張」。

## 歷史
車站在1886年（明治19年）武豐線開通後40年，於1933年（昭和8年）12月才啟用。為了與在1930年代前期開通的知多鐵道（現時：名鐵河和線）進行競爭，路線上安排柴油列車行走，同時增加列車班次（於1933年8月實施），也新設了此站。當被車站啟用時為旅客專用車站，而站內有限制旅客乘車範圍。在太平洋戰爭中，由於柴油列車班次削減，加上需要增加站與站之間的距離，因此尾張森岡站在1944年（昭和19年）11月暫停營業。
在戰後，有許多聲音要求把被暫停營業的車站重開。在1953年，為了車站重開發起了請願活動。結果1956年（昭和31年）10月許可再次設置車站，翌年1957年（昭和32年）4月再次啟用。重開雖然都是純旅客車站，但是取消了乘客乘車範圍。在1987年（昭和62年）國鐵分割民營化後，由JR東海繼承此站。

### 年表
- 1933年12月7日：國有鐵道武豐線車站啟用。當時為旅客車站，不可起卸行李和貨物[3][4]。

- 當時，乘客於此站只可來往東海道本線岡崎至岐阜之間各站、濱松站、豐橋站、蒲郡站，關西本線桑名站和四日市站。

- 1939年7月21日：限制放寬，中央本線大曾根站、千種站和鶴舞站的旅客可來往此站[4]。
- 1944年11月11日：車站暫停營業[4]。
- 1957年4月15日：車站重開。同時廢除旅客車站的限制[4]。
- 1987年4月1日：伴隨國鐵分割民營化，車站由東海旅客鐵道（JR東海）營運[4]。
- 2006年11月25日：此站開始可以使用IC卡「TOICA」。

## 車站構造
本站是地面車站，設有1面1線單式月台，不可進行列車交會。此站沒有站房，月台一端設有出入口與平交道。此站是由大府站管理的無人車站。另外，JR東海在2013年10月1日起，於線內6個車站引入「集中旅客服務系統」，當中沒有包含此站。此站沒有自動售票機，但是設有可支援TOICA與其互相使用的IC卡之簡易閘機。

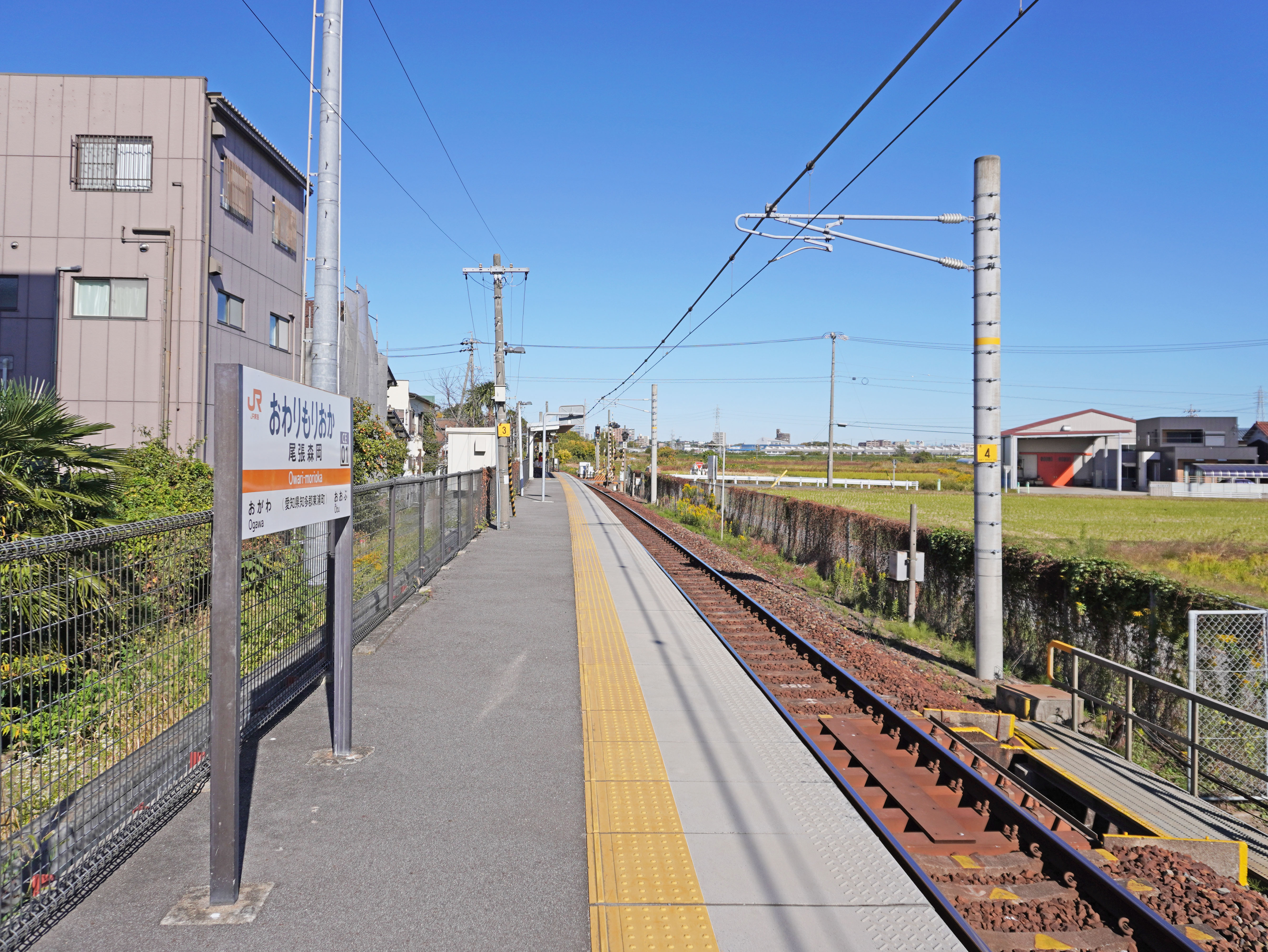
月台(2022年11月)
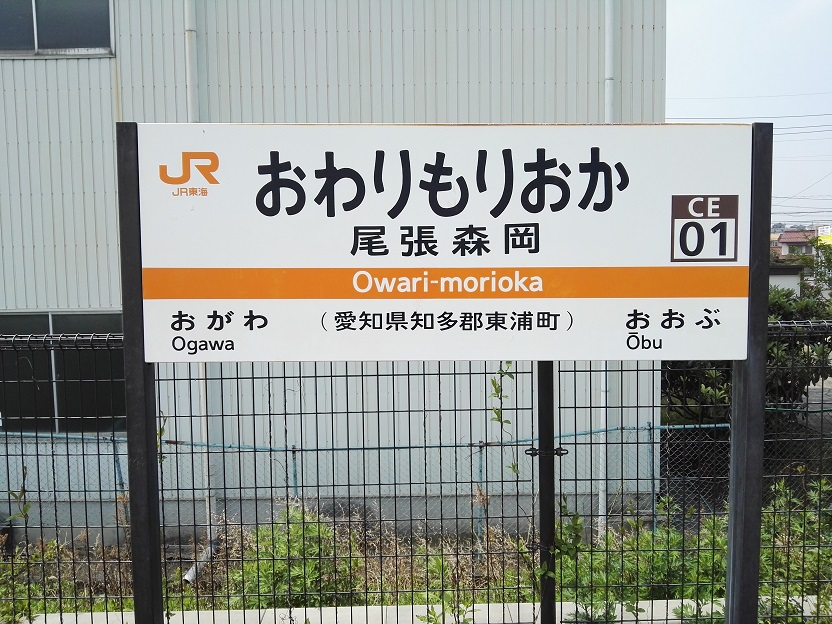
站名牌(2019年4月)
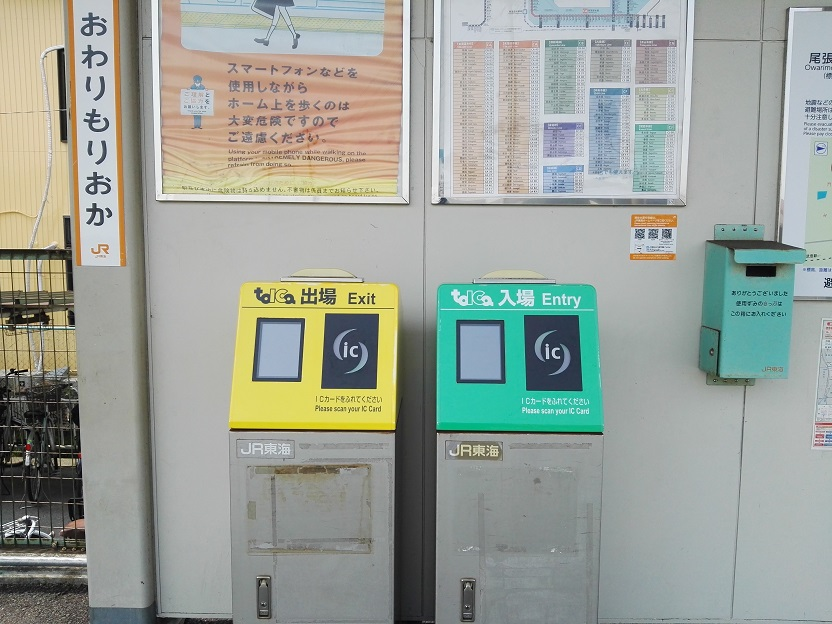
簡易TOICA驗票機(2019年4月)

## 使用狀況
根據「愛知縣統計年鑑」和「知多半島之統計」，以下為1日平均乘車人次列表：
| 1日平均乘車人次變化 | 1日平均乘車人次變化 | 1日平均乘車人次變化     |
| 年度                | 乘車人次            | 參考資料、備註          |
| ------------------- | ------------------- | ----------------------- |
| 1958年度            | 107人               | [ 統計 1 ]              |
| 1959年度            | 106人               | [ 統計 2 ]              |
| 1960年度            | 116人               | [ 統計 3 ]              |
| 1961年度            | 130人               | [ 統計 4 ]              |
| 1962年度            | 159人               | [ 統計 5 ]              |
| 1963年度            | 167人               | [ 統計 6 ]              |
| 1964年度            | 174人               | [ 統計 7 ]              |
| 1965年度            | 195人               | [ 統計 8 ]              |
| 1966年度            | 不明                | （沒有記載）            |
| 1967年度            | 270人               | [ 統計 10 ]             |
| 1968年度            | 279人               | [ 統計 11 ]             |
| 1969年度            | 268人               | [ 統計 12 ]             |
| 1970年度            | 263人               | [ 統計 13 ]             |
| 1971年度            | 不明                | （沒有記載）            |
| 1972年度            | 不明                | （沒有記載）            |
| 1973年度            | 不明                | （沒有記載）            |
| 1974年度            | 不明                | （沒有記載）            |
| 1975年度            | 不明                | （沒有記載）            |
| 1976年度            | 357人               | [ 統計 19 ]             |
| 1977年度            | 350人               | [ 統計 20 ]             |
| 1978年度            | 342人               | [ 統計 21 ]             |
| 1979年度            | 335人               | [ 統計 22 ]             |
| 1980年度            | 324人               | [ 統計 23 ]             |
| 1981年度            | 319人               | [ 統計 24 ]             |
| 1982年度            | 276人               | [ 統計 25 ]             |
| 1983年度            | 244人               | [ 統計 26 ]             |
| 1984年度            | 253人               | [ 統計 27 ]             |
| 1985年度            | 265人               | [ 統計 28 ]             |
| 1986年度            | 250人               | [ 統計 29 ]             |
| 1987年度            | 261人               | [ 統計 30 ]             |
| 1988年度            | 257人               | [ 統計 31 ]             |
| 1989年度            | 270人               | [ 統計 32 ]             |
| 1990年度            | 293人               | [ 統計 33 ]             |
| 1991年度            | 311人               | [ 統計 34 ]             |
| 1992年度            | 327人               | [ 統計 35 ]             |
| 1993年度            | 330人               | [ 統計 36 ] [ 統計 37 ] |
| 1994年度            | 329人               | [ 統計 38 ] [ 統計 37 ] |
| 1995年度            | 311人               | [ 統計 39 ] [ 統計 37 ] |
| 1996年度            | 317人               | [ 統計 40 ] [ 統計 41 ] |
| 1997年度            | 327人               | [ 統計 42 ] [ 統計 41 ] |
| 1998年度            | 311人               | [ 統計 43 ] [ 統計 44 ] |
| 1999年度            | 320人               | [ 統計 45 ] [ 統計 46 ] |
| 2000年度            | 346人               | [ 統計 46 ]             |
| 2001年度            | 343人               | [ 統計 46 ]             |
| 2002年度            | 321人               | [ 統計 47 ]             |
| 2003年度            | 363人               | [ 統計 47 ]             |
| 2004年度            | 357人               | [ 統計 47 ]             |
| 2005年度            | 399人               | [ 統計 48 ]             |
| 2006年度            | 458人               | [ 統計 48 ]             |
| 2007年度            | 527人               | [ 統計 48 ]             |
| 2008年度            | 514人               | [ 統計 49 ]             |
| 2009年度            | 509人               | [ 統計 49 ]             |
| 2010年度            | 529人               | [ 統計 49 ]             |
| 2011年度            | 525人               | [ 統計 50 ]             |
| 2012年度            | 536人               | [ 統計 51 ]             |
| 2013年度            | 549人               | [ 統計 51 ]             |
| 2014年度            | 576人               | [ 統計 52 ]             |
| 2015年度            | 571人               | [ 統計 53 ]             |
| 2016年度            | 591人               | [ 統計 54 ]             |
| 2017年度            | 608人               | [ 統計 55 ]             |
| 2018年度            | 622人               | [ 統計 55 ]             |
| 2019年度            | 643人               | [ 統計 56 ]             |

## 停靠列車
所有列車停靠尾張森岡站。在2018年3月時間表修正前，快速列車會停靠此站。

## 車站周邊
- 海印寺
- 愛知知多農業協同組合（日语：あいち知多農業協同組合）森岡分店
- Genky（日语：ゲンキー）東浦店
- Domy（日语：ドミー）東浦店

## 巴士路線
車站西邊設有「森岡駅西」巴士站，停靠的巴士為東浦町運行巴士（U·Ra·Ra）。於東浦町內行走的巴士共有4條，當中停靠該巴士站的路線是來往武豐線緒川站和町內的國立長壽醫療研究中心。

## 相鄰車站
東海旅客鐵道（JR東海）
 武豐線
■區間快速、■普通
大府（CE00）－尾張森岡（CE01）－緒川（CE02）

## 注腳

### 統計
1. ↑  《愛知縣統計年鑑》昭和35年度刊，292頁
2. ↑  《愛知縣統計年鑑》昭和36年度刊，260頁
3. ↑  《愛知縣統計年鑑》昭和37年度刊，324頁
4. ↑  《愛知縣統計年鑑》昭和38年度刊，296頁
5. ↑  《愛知縣統計年鑑》昭和39年度刊，298頁
6. ↑  《愛知縣統計年鑑》昭和40年度刊，262頁
7. ↑  《愛知縣統計年鑑》昭和41年度刊，238頁
8. ↑  《愛知縣統計年鑑》昭和42年度刊，262頁
9. ↑  《愛知縣統計年鑑》昭和43年度刊，192頁
10. ↑  《愛知縣統計年鑑》昭和44年度刊，196頁
11. ↑  《愛知縣統計年鑑》昭和45年度刊，204頁
12. ↑  《愛知縣統計年鑑》昭和46年度刊，228頁
13. ↑  《愛知縣統計年鑑》昭和47年度刊，236頁
14. ↑  《愛知縣統計年鑑》昭和48年度刊，216頁
15. ↑  《愛知縣統計年鑑》昭和49年度刊，214頁
16. ↑  《愛知縣統計年鑑》昭和50年度刊，220頁
17. ↑  《愛知縣統計年鑑》昭和51年度刊，224頁
18. ↑  《愛知縣統計年鑑》昭和52年度刊，216頁
19. ↑  《愛知縣統計年鑑》昭和53年度刊，231頁
20. ↑  《愛知縣統計年鑑》昭和54年度刊，233頁
21. ↑  《愛知縣統計年鑑》昭和55年度刊，221頁
22. ↑  《愛知縣統計年鑑》昭和56年度刊，227頁
23. ↑  《愛知縣統計年鑑》昭和57年度刊，239頁
24. ↑  《愛知縣統計年鑑》昭和58年度刊，223頁
25. ↑  《愛知縣統計年鑑》昭和59年度刊，223頁
26. ↑  《愛知縣統計年鑑》昭和60年度刊，241頁
27. ↑  《愛知縣統計年鑑》昭和61年度刊，235頁
28. ↑  《愛知縣統計年鑑》昭和62年度刊，223頁
29. ↑  《愛知縣統計年鑑》昭和63年度刊，223頁
30. ↑  《愛知縣統計年鑑》平成元年度刊，225頁
31. ↑  《愛知縣統計年鑑》平成2年度刊，223頁
32. ↑  《愛知縣統計年鑑》平成3年度刊，225頁
33. ↑  《愛知縣統計年鑑》平成4年度刊，229頁
34. ↑  《愛知縣統計年鑑》平成5年度刊，221頁
35. ↑  《愛知縣統計年鑑》平成6年度刊，221頁
36. ↑  《愛知縣統計年鑑》平成7年度刊，239頁
37. 1 2 3  《知多半島之統計》平成9年版，47頁
38. ↑  《愛知縣統計年鑑》平成8年度刊，241頁
39. ↑  《愛知縣統計年鑑》平成9年度刊，243頁
40. ↑  《愛知縣統計年鑑》平成10年度刊，241頁
41. 1 2  《知多半島之統計》平成11年版，47頁
42. ↑  《愛知縣統計年鑑》平成11年度刊，241頁
43. ↑  《愛知縣統計年鑑》平成12年度刊，239頁
44. ↑  《知多半島之統計》平成12年版，47頁
45. ↑  《愛知縣統計年鑑》平成13年度刊，240頁
46. 1 2 3  《知多半島之統計》平成15年版，47頁
47. 1 2 3  《知多半島之統計》平成18年版，115頁
48. 1 2 3  《知多半島之統計》平成21年版，43頁
49. 1 2 3  《知多半島之統計》平成24年版，43頁
50. ↑  《知多半島之統計》平成25年版，43頁
51. 1 2  《知多半島之統計》平成27年版，43頁
52. ↑  《知多半島之統計》平成28年版，43頁
53. ↑  《知多半島之統計》平成29年版，43頁
54. ↑  《知多半島之統計》平成30年版，43頁
55. 1 2  《知多半島之統計》令和元年版，43頁
56. ↑  《知多半島之統計》令和2年版，43頁